# Bodø
Bodø (nordsamiska: Budejju, lulesamiska: Bådåddjo) är en stad i norra Norge, centralort i Bodø kommun, residensstad i Nordland fylke och biskopssäte för Sør-Hålogalands stift. Staden har 42 662 invånare (per 1 januari 2022). Staden kan även skrivas som Bodö på svenska.
Bodø ligger cirka nio mil norr om polcirkeln och har midnattssol från 4 juni till 8 juli. Genomsnittstemperaturen på sommaren är 11,2 och om vintern -1,8 °C.
Inom Bodø kommun ligger Kjerringøy gamla handelsplats där författaren och nobelpristagaren Knut Hamsun hämtade inspiration. I Bodø med omgivningar finns världens största havsörnsbestånd. Inte långt från Bodø finns världens kraftigaste malström (tidvattenström), Saltströmmen.
I Bodø finns fylkets huvudsjukhus Nordlandssykehuset, universitetsutbildning (Nord universitet) och polishögskola.
Bodø profilerar sig som Norges flyghuvudstad. Bodø Hovedflystasjon är en av Norska flygvapnets största flygbaser med två divisioner F-16 Falcon. Flygbolaget Widerøe har sitt huvudkontor i Bodø, vars flygplats (Bodø flygplats) är en viktig knutpunkt för det nordnorska regionalflyget. Vidare finns det i staden det nationella flygmuseet Norsk Luftfartsmuseum och sedan 2005 Luftfartstilsynet.
Bodø är vänort med Jönköping.

## Historia

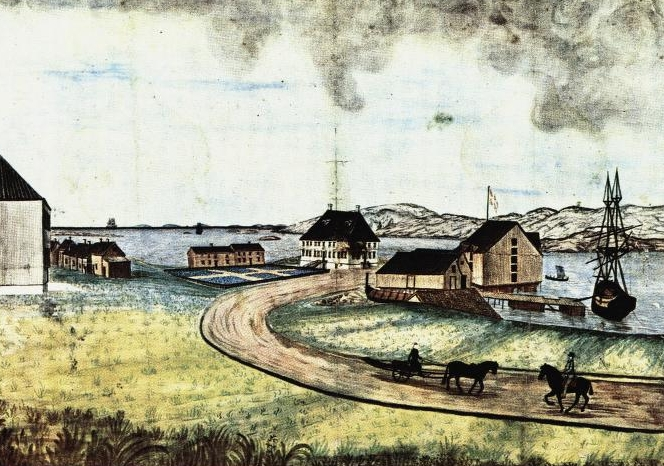
Hundholmen, dåtidens namn på Bodø

### Förhistorisk tid - 1700 e.kr
Tack vare dess närhet till havet och dess goda fiskemöjligheter beboddes området redan för runt 10 000 år sedan. Hällristningar och boplatser i området är bland de äldsta i Norge och kommer från stenåldern. En speciellt anmärkningsvärd hällristning i Bodø är en älg som symboliserar ett rikt djurliv och kan dateras tillbaka till 6 000 f.Kr.
Under vikingatiden var Hålogaland, som var ett självständigt kungarike och som täckte de nuvarande fylkena Nordland och Troms, känt i hela Skandinaven för sina båtar. Därför ville islänningarna köpa vikingaskepp från just Bodøregionen eftersom dessa skepp kunde tåla det stränga havet. Vikingarna i Bodø var då redan skickliga båtbyggare, med Osebergsskeppet som exempel.
Bodø fortsatte att vara en by i utkanten av Norge under århundradena som följde. Senare blev det som senare skulle bli en stad den första postorten i Nordnorge år 1663, vilket tyder på att Bodø hade en central roll i Nordnorge.

### Handelsplatsen Bodø blir till

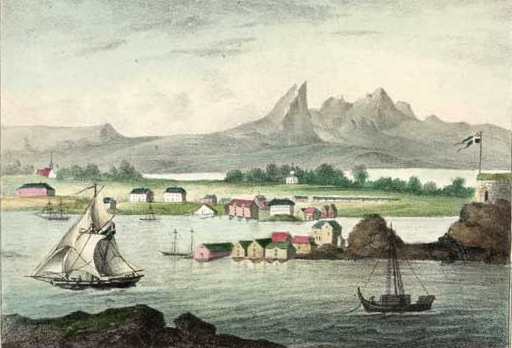
Bodø vid övergången till stad.

| ” | Du kan stå mitt i staden utan att ana det. Här springer det runt får och höns mellan dina ben, här finns det inga butiker eller andra saker som du hittar i andra städer… — Reseskildring av Bodø, tidigt 1800-tal | „ |

Bodø var fortfarande under dansk kontroll år 1800. Då bestämdes det att man skulle grundlägga en ny handelsplats för nordnorska fiskare, så att inte all fisk behövde gå genom Bergen, som vid tiden hade monopol på all fiskförsäljning från Lofoten. I förslaget, som ledde till starka protester från Bergen, diskuterades tre alternativa platser. Dessa var Vågan, Brønnøy och Hundholmen, där det sistnämnda är namnet på dagens Bodø centrum. Bodø, eller Hundholmen valdes 1813, då det låg centralare än Brønnøy, och det var lättare att få tag på virke här än i Vågan. Jens Rathke var initiativtagare till grundandet av Bodø.
Napoleonkrigen och Norges överlåtelse från Danmark till Sverige fördröjde emellertid grundandet. Men år 1814 tog biskop Mathias Bonsach Krogh upp: Förslag till grundandet av en handelsplats i Bodö i nordländerna. Förslaget väckte stora protester i Bergen. Stortinget upprättade en kommission för att utreda saken. Bergens motstånd påverkade ändå inte resultatet, då stortinget röstade om saken 1816, då 50 var för grundläggandet av Bodø och 6 emot. Förslaget om grundandet av staden skrevs under av kung Karl XIII den 20 maj 1816.

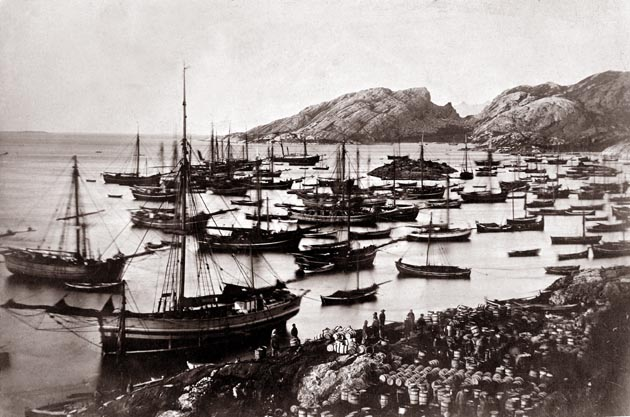
Sillfiske i Bodø runt 1870

Bodøs funktion som handelscentrum var långt ifrån det önskvärda och handeln mellan Bergen och Lofoten fortsatte i samma takt som alltid. Bodø hade knappt 230 invånare vid folkräkningen 1855. Det stora vändpunkten kom 1864, då stora sillstim kom till havsområdena runt Bodø. Fisket skapade ett nytt ekonomisk uppsving för staden och Bodø växte raskt. År 1870 var Bodø ett av de områden i Norge som hade störst ekonomisk tillväxt. Då sillfisket avtog under 1880-talet hade staden utvecklats såpass mycket att tillväxten fortsatte. Runt år 1900 hade Bodø 6 000 invånare. Den explosionsartade tillväxten stoppades dock runt 1990, men vid tiden mellan 1865 och 1900 hade Bodø växt från att vara en av Nordnorges minsta byar till att var dess tredje största stad efter Tromsø och Narvik.
På slutet av 1800-talet hade ett antal nya verksamheter etablerats i staden, till exempel bank, konservfabriker, skeppsvarv och ångfartygsrederi, och vid övergången mellan ett nytt århundrade hade Bodø etablerat sig som ett handels- och kommunikationscentrum i Nordnorge. Det bekräftades 1904, då stadens nya kaj var färdigbyggd. Detta medförde att Bodø nu hade en trygg och stabil hamn. Med etableringen av Saltens Dampskibsselskab fick Bodø hamn en nyckelroll i handeln mellan Nord- och Sydnorge. Nödvändiga varor från utlandet liksom inrikes fraktades med Hurtigruten till Bodø. Mellan år 1900 och 1940 fick staden en stabilare och moderatare tillväxt. Det ekonomiska tillväxten skedde nu främst inom bankverksamhet, handel, transporter och fiskeindustri.

### Bodø under andra världskriget

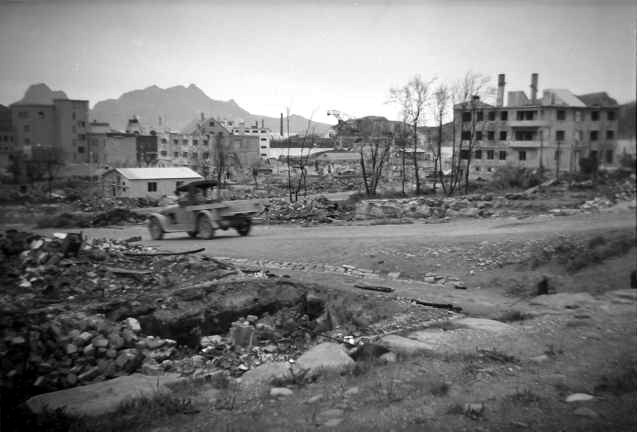
Ett utbombat Bodø centrum, bilden är tagen två år efter angreppet.

Bodø var en av de norska städer som bombades mest under andra världskriget. Under maj 1940 hade Bodø blivit utsatt för ett antal mindre bombräder, men det var det stora bombangreppet 20 maj 1940 som lade största delen av staden i ruiner. Under angreppet 27 maj släpptes det mellan klockan 18.00 och 20.30 över 200 sprängbomber och mer än 1 000 brandbomber. Dock omkom totalt endast 15 personer under angreppet. Under bombangreppet blev totalt 420 hus totalförstörda och av cirka 6 300 av stadens invånare blev mer än 3 700 hemlösa. Det nedbrända området utgjorde ett område på 900 × 400 meter. För de hemlösa ordnades tillfälliga bostadshus och provisorium som tält. Levnadsförhållandena var ohållbara under vintermånaderna. I princip alla kommunala kontor, skolor, banker och nästan samtliga av stadens serviceinstitutioner lades i ruiner.
Under sommaren 1940 startade man det första arbetet med att skaffa tak över huvudet för de hemlösa. Statliga lån finansierade baracker, men arbetet försinkades av de tyska truppernas inblandning och återuppbyggandet påbörjades inte förrän 1943. Nasjonalhjelpen fick samma år erbjudande från det svenska röda korset med hjälp i form av färdigbyggda trähus. Allt timmer- och snickeriarbete var färdigt till monteringen vid leveransen. Problemet med dessa hus var att de ej var anpassade till det nordnorska klimatet. Svenskarnas gåva stod för nästan all civil bebyggelse under krigsåren. Bodø var inte återuppbyggt förrän sju år efter tyskarnas tillbakadragande.

### Återuppbyggnad och efterkrigstid

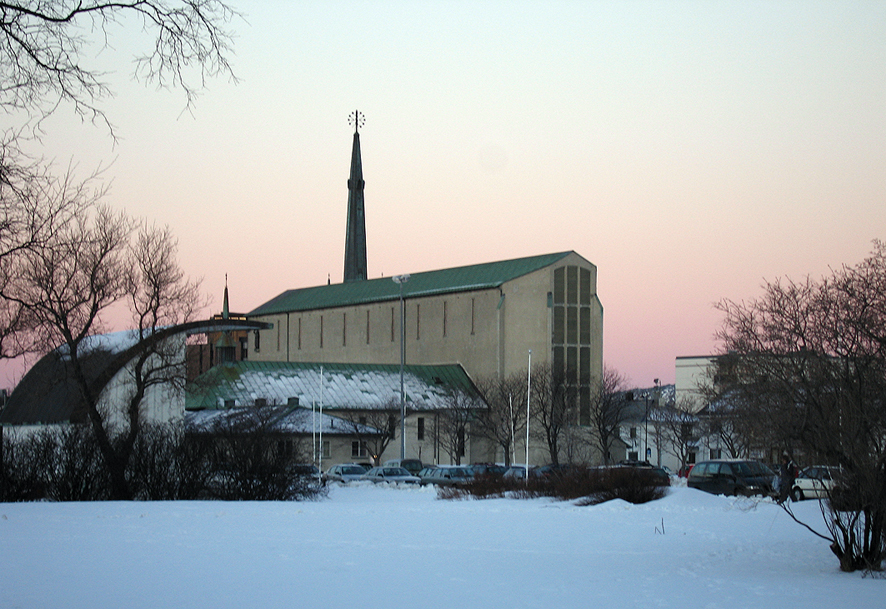
Bodø domkyrka

Efter freden 1945 startade återuppbyggnadsarbetet för fullt, men redan år 1946 hade arbetet avstannat. För att få igång arbetet igen utsågs en återbyggnadskommitté. Denna kommitté var igång fram tills 1952, som kan räknas som det officiella slutåret för återuppbyggnaden. Dock var inte den sista återuppbyggnaden färdig förrän 1959, då rådhuset stod färdigt. Trots en trög start hade Bodø 1950 lika många bostäder som innan bombningarna 1940.
Stadsplaneringen för Bodø sköttes av den kända arkitekten Sverre Pedersen (professor vid NTH i Trondheim). Han ogillade den klassiska stilen och Bodø fick en särskild stil som är tidstypisk för tidig efterkrigstid. De två kända arkitekterna Herman Munthe-Kass och Gudolf Blakstad ritade bland annat Bodø domkyrka. En pärla i det nya Bodø och som är ett exempel på stilen är Rådhusplassen i Bodø, som omges av fyra offentliga byggnader: rådhuset, kyrkan, postkontoret och musikpaviljongen. Bodø är ett mycket tydligt exempel på efterkrigstidens funktionalistiska stil, på samma sätt som Ålesund är ett mycket väl genomfört exempel på jugendstil
Under perioden 1945–1965 upplevde Bodø en mycket stor befolkningstillväxt, från 5 415 till 14 054 invånare. Denna tillväxt är karakteristisk för städer i Norge under efterkrigstiden och pågår än idag. Den största befolkningstillväxten skedde under 1950-talet, då stadens befolkning ökade med mer än 40 %. I början av 1960-talet gick Bodø om Narvik som Nordnorges näst största stad.
Under 1950- och 1960-talet tillkom ett antal nya kommunikationer för Bodø. Före kriget var Hurtigruten i princip det enda sättet att ta sig till och från Bodø. 1947 fick Bodø en sjöflygplats och under hösten 1950 startade arbetet med att bygga en militärflygplats i Bodø. Den 20 maj 1950 öppnade den första civila flygrutten mellan Bodø och Oslo. Kommunikationerna förbättrades ytterligare 1961 då Nordlandsbanen färdigställdes på sträckan Trondheim och Bodø.

#### Bodø under kalla kriget

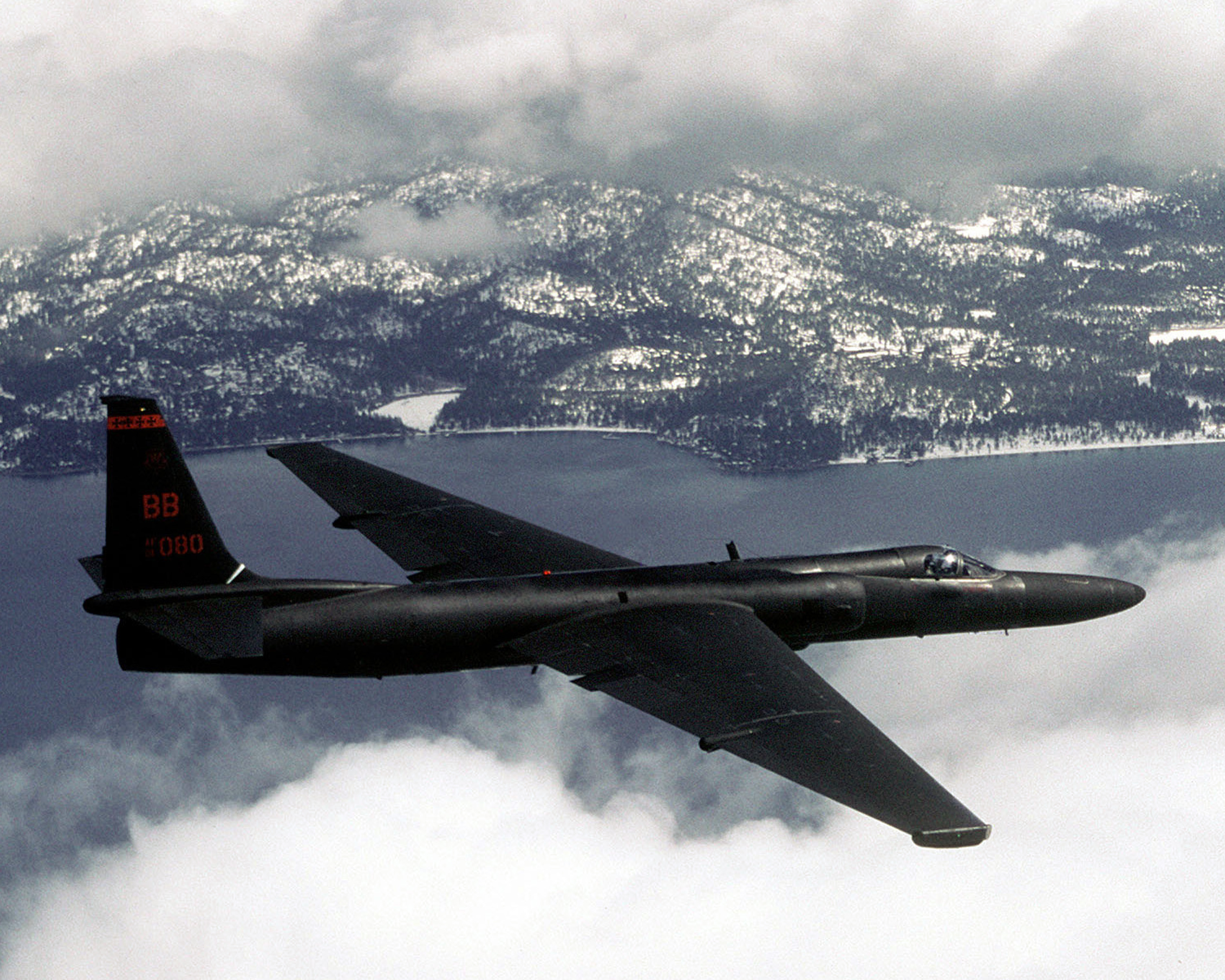
U-2-affären

Under efterkrigstiden fick Bodø en särskild ställning under det kalla kriget mellan Västeuropa och USA mot Sovjetunionen. Militärflygplatsen i Bodø var en del av Natos försvarsstrategi. Bodø huvudflygstation skulle ha rollen som frontflygplats vid ett eventuellt krig mot Sovjetunionen. Under perioden 1950-55 byggdes flygplatsen ut och huvudkvarteret för Luftkommando Nord-Norge etablerades här. Jaktflygplan skulle från bland annat Bodø attackera det sovjetiska flygförsvaret så att amerikanska bombflygplan skulle komma igenom det sovjetiska flygförsvaret med kärnvapen.
Från 1958 till 1974 byggdes Bodøs militärflygplats ut för att kunna hysa det högsta militära överbefälhavaren i landsdelen. På Reitan utanför Bodø sprängde man ut 1963 en stor anläggning i berget och överkommandot flyttade dit. Sjöförsvarskommandot i Nordnorge anlades också i distriktet och 1971 då de både försvarsgrenarna gick ihop till ett gemensamt organ så lades högkvarteret också i Bodø. Utöver detta sprängde man också ut en atombombssäker flyghangar i berget under den militära flygplatsen. Anläggningen fick namnet Anlegg 96 och stod färdig i december 1960.
Flygplatsen i Bodø hamnade i rampljuset i maj 1960, då ett amerikanskt spionflyg, U-2, som flög ifrån Pakistan till Bodø sköts ner över Sovjetunionen i den så kallade U-2-affären. Den dåvarande presidenten i Sovjetunionen, Nikita Chrusjtjov, hotade med att bomba Bodø om överflygningarna fortsatte, men hotet möttes av ilska i västvärlden.

### Bodø växer
Bodø är en av de städer i Norge som haft störst befolkningstillväxt sedan 1990-talet.[källa behövs] År 2004 hade Bodø en befolkningsökning på 691 invånare. (Detta inkluderar inte kommunsammanslagningen med Skjerstad.) Från och med 1 januari 2005 slogs Bodø och Skjerstads kommun samman under namnet Bodø kommun. Detta var den andra stora kommunutvidgningen för Bodø. Den förra ägde rum 1968, då Bodin kommun inlemmades i Bodø kommun.
Bodø är en universitetsstad sedan 2011 med Nord universitet, bildat 2016 genom sammanslagningar och med verksamhet på nio orter. Föregångaren i Bodø var Universitetet i Nordland med cirka 6 000 studenter (2014) och med rötter i sjuksköterskeutbildningen (från 1920) och Nordland distriktshøgskole (etablerad 1971). City Nord är det största köpcentret i Nordnorge.

## Geografi

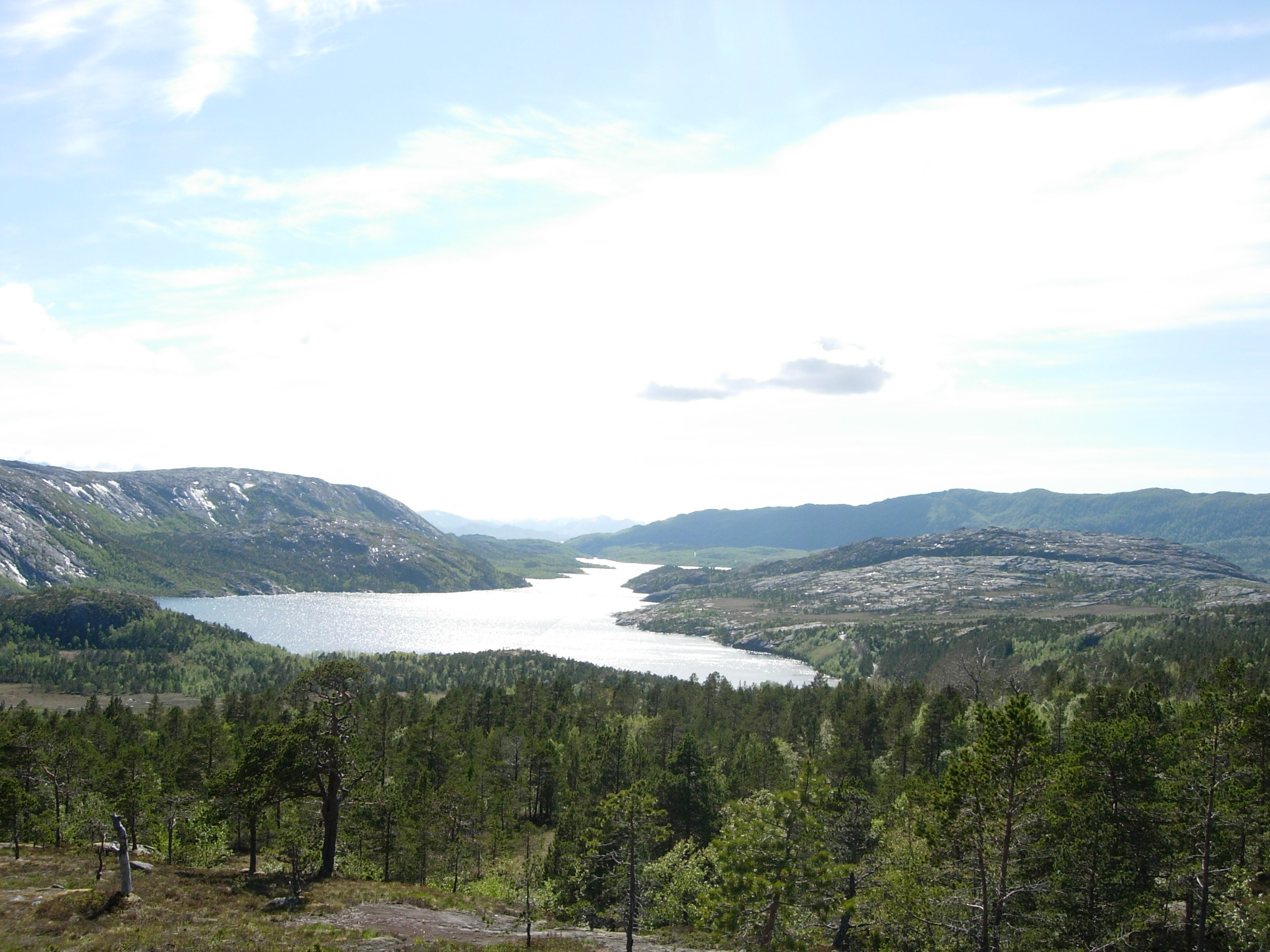
Vatnvatnet är Bodøs näst största insjö, och skapades av glaciärer. Typisk nordländsk terräng är skogklädda dalar som slutar i fjordar eller insjöar.

Bodø ligger ytterst på en halvö som sträcker sig ut mot Vestfjorden och har haft en strategiskt viktig position inom fiske och olika kustverksamheter. Bodø har tack vare det blivit en naturlig knutpunkt mellan havet och det omkringliggande inlandet runt om i distriktet. Denna placering var något som påverkade att staden fick handelsrättigheter under det tidiga 1800-talet, vilket har bidragit starkt till att Bodø är vad det är idag. 

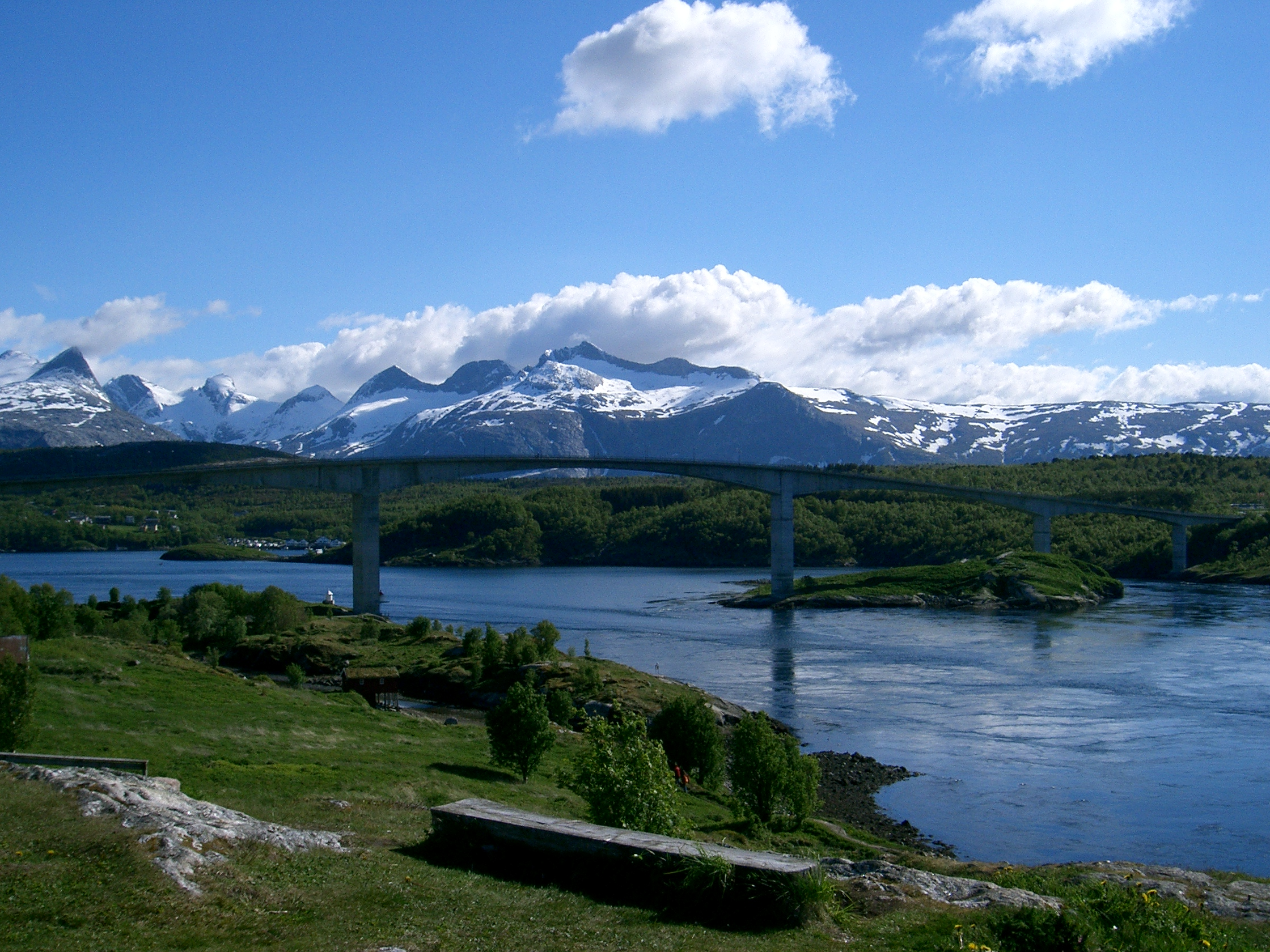
Saltströmmen med Børvasstindene i bakgrunden

I Bodø dominerar, som i resten av Nordland, fjordar och berg inlandet och platta och brukbara jordar. I norr gränsar Bodø till Sørfolda och i söder Misværdalen. Öster om staden delas Bodøhalvøya upp i två av Vatnvatnet som har skapat en i princip platt dal hela vägen ifrån Hopen vid Tverlandet och norröver mot Sørfjorden. Rakt nordöst om Vatnvatnet ligger Heggmovatnet som är ett av de stora sjöarna i Bodø kommun. Den största är emellertid Soløyvatnet som ligger norr om Bodø. Området runt Soløyvatnet präglas av långa och skogklädda åsar som bildar Bodømarka. Bodømarka är ett populärt friluftsområde. Detta och den världskända naturen är skälen till att Bodø är ett populärt resmål. Saltströmmen, som är världens starkaste tidvattensström, rinner genom södra delen av kommunen och ett känt fotomotiv är Saltstraumen bru med Børvasstindan i bakgrunden. Bodø är också känt för att ha världens tätaste population av havsörnar.

### Geologi

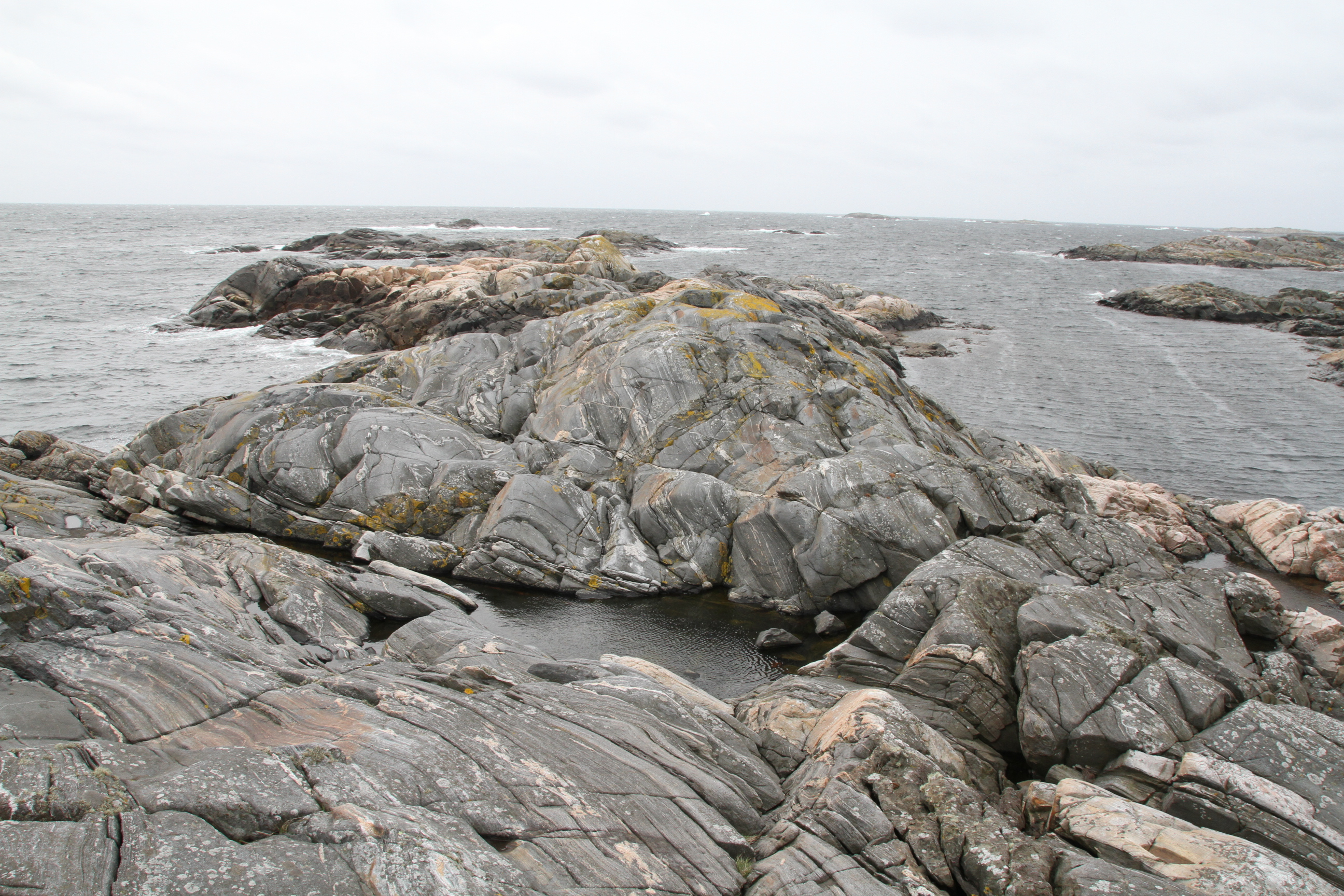
Gnejs är en vanlig bergart i Bodø

Bodøs berggrund kan i grova drag delas in i två delar. Merparten av kommunen består av metamorfa bergarter och magmatiska bergarter med undantag av östra delen av kommunen, på Bodøhalvøya, samt Landegode, Helligvær och de andra öarna i Vestfjorden. Här hittar man istället berggrund påverkad av kaledonska orogenesen, som en gång var en bergskedja som uppstod då den europeiska och nordamerikanska plattan krockade i varandra för mer än 400 miljoner år sedan. Dessa två huvudgrupper av bergarter dominerar den norska kusten mellan Sogn og Fjordane i söder och Troms i nord.
Mer detaljerat består staden och dess landsbygd i huvudsak av glimmerskiffer av kalk medan längre öst på halvön domineras av sandsten, ryolit och gnejs, och det sistnämnda finner vi också på Tverlandet. I västra Tverlandet, Saltströmmen och områden söder om detta är präglat av ett stort antal bergarter. Där finner man bergarter som gnejs, granit och kalk.

### Klimat

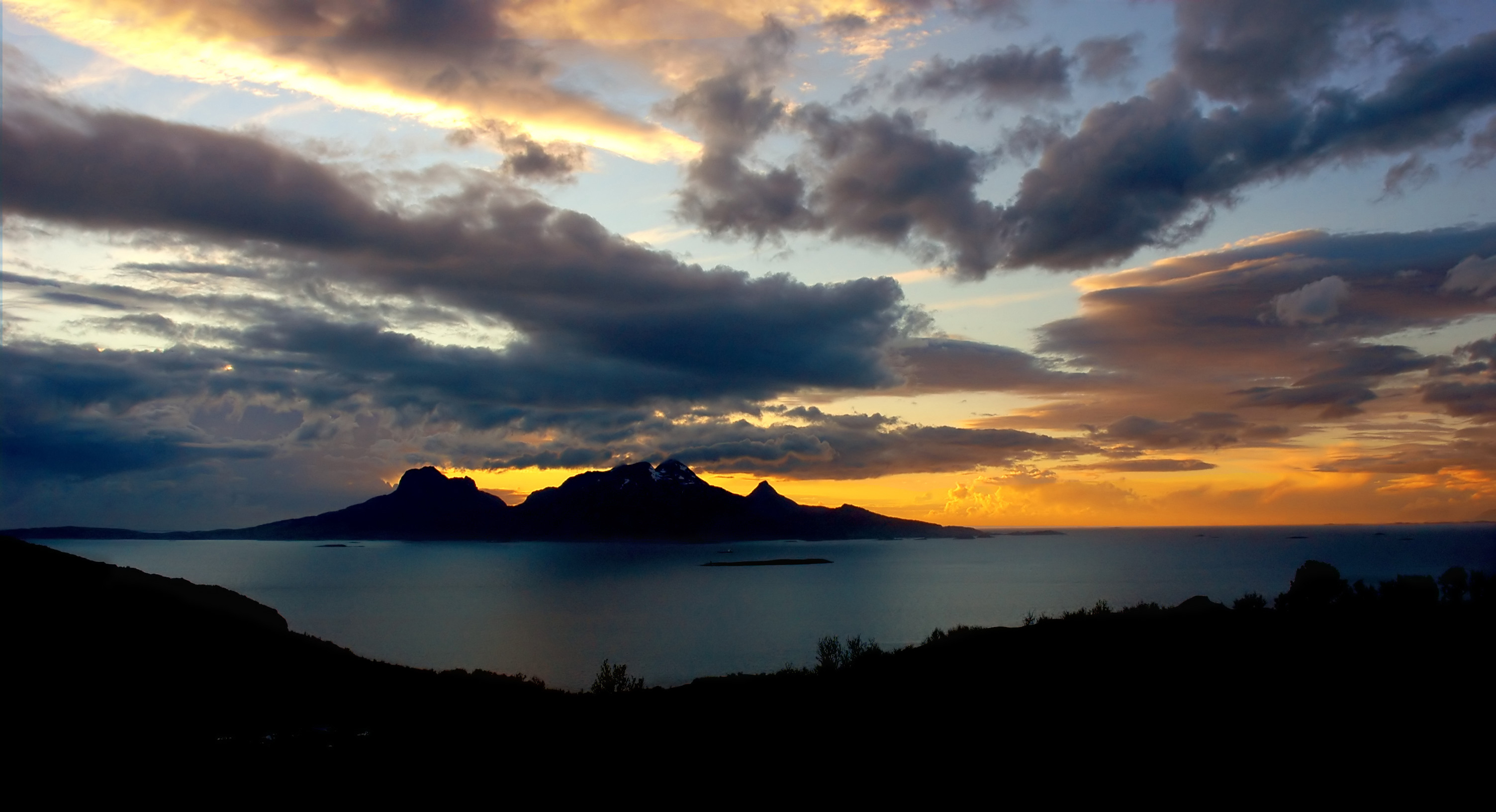
Midnattssolen, som kan ses här mellan 30 maj och 12 juli, lyser från bakre Landegode.

Bodø har ett subarktiskt klimat, och ligger precis norr om gränsen till tempererat klimat. Bodø har dock ett ovanligt klimat som bara kan hittas i vissa kustnära områden i Nordeuropa och på sydsidan av Alaska. De flesta områdena med subarktiskt klimat ligger oftast på ett såpass långt avstånd från kusten, att klimatet inte påverkas mycket av havsströmmar och liknande, gärna mellan  50° och 70°N. Detta ger långa och kalla vintrar och korta men varma somrar. Det speciella subarktiska klimatet som Bodø har, ger emellertid milda somrar och en vintertemperatur inte långt under noll grader. Detta klimat skapar inte permafrost, så jordbruk är möjligt i regionen. Detta sker till stor del tack vare Golfströmmen.
Bodø är känt för sina starka vindar och det är främst det som norrmän förknippar Bodø med. Vinden kommer vanligtvis från väst och sydväst. Undantaget är vintern, då ostvindar dominerar. Fallvind är också ett känt fenomen vid de branta bergstopparna runt om i kommunen. Bodømarka, som är ett skogsområde norr om staden, har dock oftast mindre vind. Statistik visar att det blåser mest i Bodø under hösten och vintern, medan våren och sommaren är mer vindstilla. Januari är den månaden med mest kuling och storm medan juli har raka motsatsen.
Bodø ligger norr om polarcirkeln och har midnattssol under perioden 30 maj till 12 juli. Dock är hela solen över horisonten endast under perioden 3 juni till 8 juli. Polarnatten, som definieras med att solen aldrig når över horisonten under dagen, varar i Bodø från 10 december till 2 januari.
Enligt almanackan har Bodø inte officiellt någon mörkertid, men berg söder om staden gör att solen är borta i perioden 1 december till 10 januari. De två sistnämnda datumen uppskattas, och kan variera från år till år. Även en molnig himmel under perioden kan ge samma effekt som bergen i söder. Dock är det inte något som kan kallas polarnatt. Anledningen till att Bodø har midnattssol men inte polarnatt är atmosfären. Nedbrytningen av solljuset gör att ljusstrålarna böjs, trots att solen är under horisonten.
|                                            | Jan | Feb | Mar | Apr | Maj | Jun | Jul | Aug | Sep | Okt | Nov | Dec |
| ------------------------------------------ | --- | --- | --- | --- | --- | --- | --- | --- | --- | --- | --- | --- |
| Normaldygnets maximitemperaturs medelvärde | 1   | 0   | 2   | 5   | 9   | 13  | 16  | 15  | 12  | 7   | 4   | 2   |
| Normaldygnets minimitemperaturs medelvärde | −2  | −3  | −2  | 2   | 6   | 9   | 12  | 11  | 8   | 4   | 1   | −1  |
|                                            |     |     |     |     |     |     |     |     |     |     |     |     |
| Nederbörd                                  | 86  | 64  | 68  | 52  | 46  | 54  | 92  | 88  | 123 | 147 | 100 | 100 |

| Diagram | temperaturer i °C • månadsnederbörd i mm | temperaturer i °C • månadsnederbörd i mm | temperaturer i °C • månadsnederbörd i mm | temperaturer i °C • månadsnederbörd i mm | temperaturer i °C • månadsnederbörd i mm | temperaturer i °C • månadsnederbörd i mm | temperaturer i °C • månadsnederbörd i mm | temperaturer i °C • månadsnederbörd i mm | temperaturer i °C • månadsnederbörd i mm | temperaturer i °C • månadsnederbörd i mm | temperaturer i °C • månadsnederbörd i mm | temperaturer i °C • månadsnederbörd i mm |
|         | 86 1 -2                                  | 64 0 -3                                  | 68 2 -2                                  | 52 5 2                                   | 46 9 6                                   | 54 13 9                                  | 92 16 12                                 | 88 15 11                                 | 123 12 8                                 | 147 7 4                                  | 100 4 1                                  | 100 2 -1                                 |

## Demografi

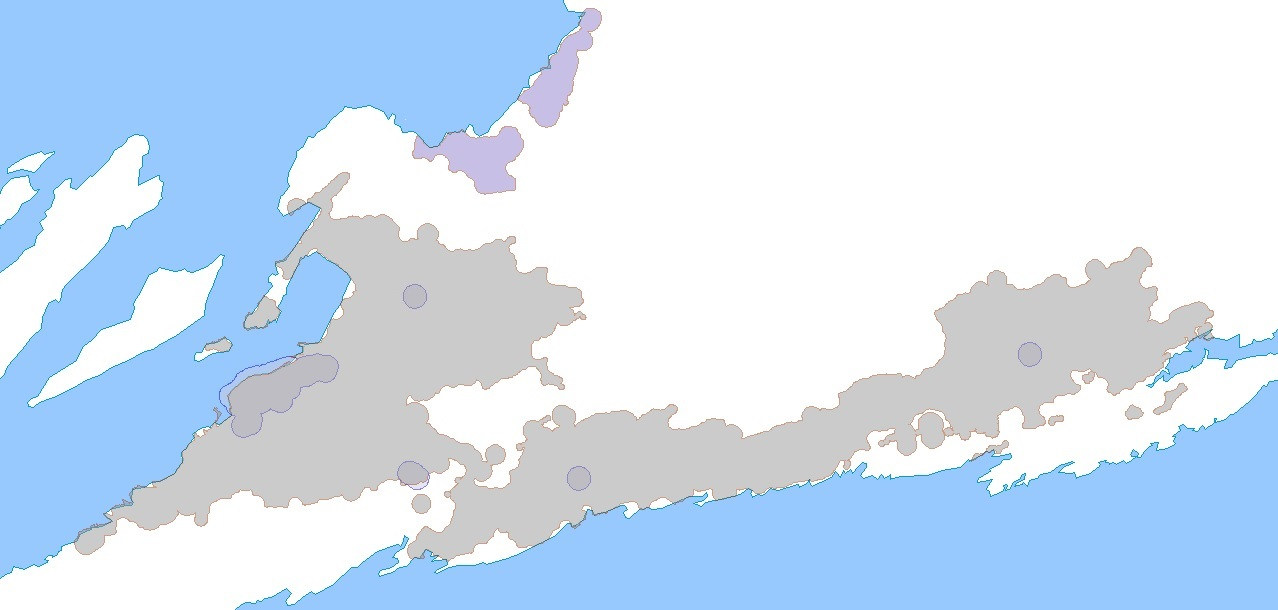
Tätorten Bodø markerad i grått, de blå områdena definierar centrumzonerna. Tätorten Løpsmarka är markerad i lila.

Bodø kommun hade 49 654 invånare den 1 oktober 2013 och täcker 1393 km², varav 83 km² är sötvatten. Detta ger en befolkningstäthet på 38 invånare per kvadratkilometer vilket gör Bodø till den fjärde mest tätbefolkade kommunen i Nordland fylke. Tätorten är den största i Nordland fylke och endast Tromsø har fler invånare bland de nordnorska städerna. Tätortens areal är på 15,50 km² som ger en befolkningstäthet på 2472,65 invånare per kvadratkilometer. På en lista över Norges största tätorter är Bodø på plats fem över de mest tätbefolkade efter Oslo, Trondheim, Tromsø och Stavanger. Därmed är Bodø, som är en för norska förhållanden medelstor stad, tätare befolkat än t.ex. de större städerna Bergen, Kristiansand och Drammen.
Av Bodø kommuns befolkning på 49 654 invånare, bor 43 773 invånare i tätorten Bodø (88 %), medan 4 533 bor utanför tätort. Utöver Bodø finns det i Bodø kommun tre andra tätorter. Dessa är Løding, Løpsmarka och det tidigare administrationscentret i Skjerstad kommun, Misvær. Løding är, bland dessa tre, den största med sina 3 002 invånare, följt av Løpsmarka och dess 2 213 invånare, dessa siffror bygger på statistik från 2012. Misvær är dock en liten by, typisk för nuvarande eller före detta bondesamhällen och har 232 invånare (2012).